# Kappel am Krappfeld
Kappel am Krappfeld är en ort och kommun  i Österrike. Den ligger i distriktet Sankt Veit an der Glan i förbundslandet Kärnten, i den södra delen av landet, 210 km sydväst om huvudstaden Wien. 
Kommunen består av 39 orter (Ortschaften) (inom parentes invånarantal 1 januari 2024):

- Boden (24)
- Dobranberg (26)
- Dürnfeld (51)
- Edling (28)
- Freiendorf (1)
- Garzern (30)
- Gasselhof (5)
- Geiselsdorf (5)
- Grillberg (9)
- Gutschen (0)
- Gölsach (23)
- Haide (5)
- Haidkirchen (8)
- Kappel am Krappfeld (393)
- Krasta (56)
- Landbrücken (9)
- Latschach (2)
- Lind (44)
- Mannsberg (1)
- Mauer (2)
- Muschk (218)
- Möriach (19)
- Oberbruckendorf (0)
- Passering (477)
- Poppenhof (20)
- Pölling (18)
- Rattenberg (17)
- Schöttlhof (5)
- Silberegg (368)
- St. Florian (15)
- St. Klementen (9)
- St. Martin am Krappfeld (28)
- St. Willibald (4)
- Unterbergen (11)
- Unterpassering (8)
- Unterstein (4)
- Windisch (0)
- Zedl (0)
- Zeindorf (14)